# Хултсфред (община)
Община Хултсфред (на шведски: Hultsfreds kommun) е административна единица, разположена на територията на лен Калмар, южна Швеция. Притежава обща площ 1193 km2 и население 13 635 души (към 31 декември 2013). На север община Хултсфред граничи с община Вимербю, на изток с община Оскаршхамн, на юг с община Хьогсбю, а на запад с общините Екшьо и Ветланда от лен Йоншьопинг. Административен център на община Хултсфред е едноименния град Хултсфред.

## Население
Населението на община Хултсфред през последните няколко десетилетия е с тенденция към намаляване. Гъстотата на населението е 12,1 д/km2.
| Население на община Хултсфред в годините между 1970 и 2010 | Население на община Хултсфред в годините между 1970 и 2010 | Население на община Хултсфред в годините между 1970 и 2010 | Население на община Хултсфред в годините между 1970 и 2010 | Население на община Хултсфред в годините между 1970 и 2010 |
| ---------------------------------------------------------- | ---------------------------------------------------------- | ---------------------------------------------------------- | ---------------------------------------------------------- | ---------------------------------------------------------- |
| Година                                                     |                                                            |                                                            | Население                                                  |                                                            |
| 1970                                                       | 1970                                                       |                                                            | 19 550                                                     | 19 550                                                     |
| 1975                                                       | 1975                                                       |                                                            | 18 422                                                     | 18 422                                                     |
| 1980                                                       | 1980                                                       |                                                            | 17 794                                                     | 17 794                                                     |
| 1985                                                       | 1985                                                       |                                                            | 16 961                                                     | 16 961                                                     |
| 1990                                                       | 1990                                                       |                                                            | 17 020                                                     | 17 020                                                     |
| 1995                                                       | 1995                                                       |                                                            | 16 762                                                     | 16 762                                                     |
| 2000                                                       | 2000                                                       |                                                            | 15 163                                                     | 15 163                                                     |
| 2005                                                       | 2005                                                       |                                                            | 14 456                                                     | 14 456                                                     |
| 2010                                                       | 2010                                                       |                                                            | 13 696                                                     | 13 696                                                     |
| Източник: SCB - Преброяване по регион и време              |                                                            |                                                            |                                                            |                                                            |

## Селищни центрове в общината
Селищните центрове (на шведски: tätort) в община Хултсфред са 8 и към 31 декември 2010 година имат съответно население:
| # | Селищен център            | Население към 31 декември 2010 |
| - | ------------------------- | ------------------------------ |
| 1 | Хултсфред (Hultsfred)     | 5143                           |
| 2 | Виршерум (Virserum)       | 1742                           |
| 3 | Молила (Målilla)          | 1524                           |
| 4 | Мьорлунда (Mörlunda)      | 838                            |
| 5 | Силвердален (Silverdalen) | 725                            |
| 6 | Йернфоршен (Järnforsen)   | 489                            |
| 7 | Вена (Vena)               | 367                            |
| 8 | Росенфорш (Rosenfors)     | 281                            |

Административният център на община Хултсфред е удебелен.
В общината има и много малки населени места (на шведски: småort), които по дефиниция имат население между 50 и 199 души. Такова към дата 31 декември 2005 година е Lönneberga (180 души) . Има и редица още по-малки селища.